# Miranda (série télévisée)
 (février 2021).
La mise en forme du texte ne suit pas les recommandations de Wikipédia : il faut le « wikifier ».
Les points d'amélioration suivants sont les cas les plus fréquents :
- Les titres sont pré-formatés par le logiciel. Ils ne sont ni en capitales, ni en gras.
- Le texte ne doit pas être écrit en capitales (les noms de famille non plus), ni en gras, ni en italique, ni en « petit »…
- Le gras n'est utilisé que pour surligner le titre de l'article dans l'introduction, une seule fois.
- L'italique est rarement utilisé : mots en langue étrangère, titres d'œuvres, noms de bateaux, etc.
- Les citations ne sont pas en italique mais en corps de texte normal. Elles sont entourées par des guillemets français : « et ».
- Les listes à puces sont à éviter, des paragraphes rédigés étant largement préférés. Les tableaux sont à réserver à la présentation de données structurées (résultats, etc.).
- Les appels de note de bas de page (petits chiffres en exposant, introduits par l'outil «  Source ») sont à placer entre la fin de phrase et le point final[comme ça].
- Les liens internes (vers d'autres articles de Wikipédia) sont à choisir avec parcimonie. Créez des liens vers des articles approfondissant le sujet. Les termes génériques sans rapport avec le sujet sont à éviter, ainsi que les répétitions de liens vers un même terme.
- Les liens externes sont à placer uniquement dans une section « Liens externes », à la fin de l'article. Ces liens sont à choisir avec parcimonie suivant les règles définies. Si un lien sert de source à l'article, son insertion dans le texte est à faire par les notes de bas de page.
- La présentation des références doit suivre les conventions bibliographiques. Il est recommandé d'utiliser les modèles {{Ouvrage}}, {{Chapitre}}, {{Article}}, {{Lien web}} et/ou {{Bibliographie}}. Le mode d'édition visuel peut mettre en forme automatiquement les références.
- Insérer une infobox (cadre d'informations à droite) n'est pas obligatoire pour parachever la mise en page.

Pour une aide détaillée, merci de consulter Aide:Wikification.
Si vous pensez que ces points ont été résolus, vous pouvez retirer ce bandeau et améliorer la mise en forme d'un autre article.
Pour les articles homonymes, voir Miranda.
Miranda est une sitcom de télévision britannique écrite par et avec la comédienne Miranda Hart. Elle a été diffusée à l'origine sur BBC Two à partir du 9 novembre 2009 et plus tard sur BBC One. Développée à partir de la comédie semi-autobiographique de la BBC Radio 2 de Hart, Miranda Hart's Joke Shop (2008), la sitcom tourne autour de Miranda socialement maladroite, qui se trouve souvent dans des situations délicates. Le spectacle met en vedette les acteurs Sarah Hadland, Tom Ellis, Patricia Hodge, Sally Phillips, James Holmes (en) et Bo Poraj. Il a été enregistré devant un public en direct au BBC Television Centre et aux London Studios.

## Distribution

### Personnages principaux
- Miranda Hart : Miranda
- Tom Ellis : Gary Preston
- Sarah Hadland : Stevie Sutton
- Patricia Hodge : Penny
- James Holmes : Clive Evans
- Sally Phillips : Tilly

### Personnages récurrents
- Katy Wix : Chatte
- Margaret Cabourn-Smith : Alison
- John Finnemore : Chris
- Luke Pasqualino : Jason
- Adrian Scarborough : Dreamboat Charlie
- Dominic Coleman : Client
- Stacy Liu : Tamara
- Bo Poraj : Michael Jackford
- Naomi Bentley : Rose

## Synopsis
Les épisodes tournent autour des difficultés dans lesquelles Miranda (Miranda Hart) se met. Elle mesure plus d'1m 80 et, parfois confondu avec un homme, est appelé « Monsieur ». Elle ne s'est jamais adaptée à ses anciens amis du pensionnat, Tilly (Sally Phillips) et Fanny (Katy Wix), et trouve les situations sociales gênantes, en particulier avec les hommes. Elle est une déception constante pour sa mère, Penny (Patricia Hodge), qui veut désespérément qu'elle trouve un travail convenable et un mari. Bien que Miranda possède et habite au-dessus de sa propre boutique de farces et attrapes, elle n'a pas de réelle capacité commerciale, elle est donc gérée par son amie d'enfance Stevie Sutton (Sarah Hadland).
Le restaurant voisin est initialement dirigé par Clive Evans (James Holmes), jusqu'à la troisième saison, lorsque le chef du restaurant, Gary Preston (Tom Ellis), l'achète. Après de nombreuses tentatives infructueuses de rendez vous, Miranda et Gary, un ami de l'université dont Miranda est sous le charme, décident de n'être que des amis. Néanmoins, lorsque Gary reçoit une petite amie appelée Rose (Naomi Bentley), cela incite Miranda à commencer une nouvelle relation avec Michael Jackford (Bo Poraj), un journaliste local dont le travail l'emmène bientôt en Afrique. À son retour, il demande en mariage Miranda, tout comme Gary quand il réalise son amour pour elle. Miranda accepte la demande de Gary plutôt que celle de Michael et Miranda et Gary se marient dans le dernier épisode.

## Personnages

### Personnage principaux

#### Miranda
Jouée par Miranda Hart dans le rôle d'une femme de 35 ans, avec un physique atypique et socialement maladroite, qui se retrouve souvent dans des situations gênantes et bizarres. Elle a choisi d'investir un héritage de son oncle dans une boutique de Farces et attrapes plutôt que de poursuivre ce que sa mère considère comme une carrière plus "respectable", et de se rebeller contre les hommes soi-disant "convenables" que sa mère et ses amis tentent de lui présenter. Miranda lutte contre la vie quotidienne d'adulte, se livrant souvent à des comportements étranges et enfantins (notamment en ajoutant des visages et des vêtements à des morceaux de fruits et de légumes, en les surnommant "amis fruits" et "amis légumes") et en se faisant jeter de nombreux établissements. Bien que cela irrite souvent ses amis et sa famille, ceux-ci l'acceptent parce qu'elle est, au fond, intelligente et de bonne humeur, même si elle ne le montre pas toujours. Dans le dernier épisode, après sa rupture avec Gary, certains de ses comportements maladroits et enfantins disparaissent, ce qui inquiète beaucoup ses amis et sa mère, qui organisent une séance de thérapie. Cependant, elle finit par accepter que son seul problème sérieux - son manque de confiance - est maintenant parti et bien qu'elle n'ait pas besoin de Gary, elle l'aime vraiment. Après une première panique due à un mariage inattendu, elle épouse Gary dans son restaurant.

#### Gary Preston
Joué par Tom Ellis dans le rôle d'un beau et sympathique chef cuisinier ; un vieil ami d'université de Miranda. Bien qu'il y ait toujours eu un courant d'attraction entre eux, aucun des deux ne l'a poursuivi jusqu'à ce qu'il commence à travailler dans le restaurant à côté de la boutique de Miranda. Bien qu'il soit souvent perturbé par le comportement de Miranda, Gary trouve généralement sa nature gentille et ouverte attachante, d'autant plus qu'elle est prête à l'aider en cas de besoin. Gary est plus sûr de lui et plus mondain que Miranda, mais il partage son insécurité dans les situations romantiques, et se retrouve parfois dans des situations bizarres avec elle - par exemple, la prétention d'avoir des fils appelés "Cliff" et "Richard" lorsqu'ils sont interpellés par un client dans le magasin. Il est l'une des rares personnes à accepter Miranda telle qu'elle est. Miranda et Gary se fréquentent brièvement dans la deuxième saison, mais cela s'arrête quand il est révélé que Gary était marié (pour une carte verte) à une serveuse dont Miranda s'était liée d'amitié au restaurant. Gary sort aussi brièvement avec Rose dans la troisième série, avant de rompre avec elle parce qu'elle ne peut pas accepter Miranda. Après s'être fiancée, Miranda s'inquiète du fait qu'il n'a jamais dit qu'il l'aimait. Lorsqu'elle le confronte, Gary dit à Miranda que son manque de confiance en elle signifie qu'ils ne pourront jamais vraiment être ensemble. Dans le dernier épisode, lorsque Miranda s'accepte, elle se précipite vers ce qu'elle croit être le mariage de Gary, où il est en fait le témoin de son ancien patron Clive. Gary révèle qu'il a déjà décidé qu'il aime Miranda et lui propose de s'enfuir ; elle décide qu'elle n'a pas besoin de s'enfuir et épouse Gary à la réception de Clive.

#### Stevie Sutton
Jouée par Sarah Hadland dans le rôle de l'amie d'enfance de Miranda, et la gérante adjointe du magasin de blagues (bien qu'en réalité elle fasse la plupart du travail en raison du manque de sens des affaires de Miranda). Elle est généralement plus équilibrée et plus ambitieuse que Miranda, mais n'est pas opposée à l'implication dans son comportement étrange, ni même à se livrer à certains des siens, notamment en interprétant fréquemment "Proud" de Heather Small tout en tenant un carton découpé de la chanteuse chaque fois qu'elle est satisfaite d'elle-même. C'est pourquoi Miranda et Stevie se livrent souvent à des petites disputes et à des compétitions, par exemple lorsqu'un client laisse son portefeuille et que Miranda et Stevie tentent tous deux de l'impressionner. Miranda se moque fréquemment de Stevie pour sa petite taille et le pousse souvent lorsqu'il l'irrite. Bien qu'il prétende souvent avoir "l'allure" et se moque des tentatives de Miranda avec les hommes, Stevie partage également le manque de succès de Miranda, qui semble parfois désespérée lorsqu'elle discute avec quelqu'un. Elle se sert parfois d'un agent de circulation mal tenu et désagréable (joué par Joe Wilkinson) comme cavalier lorsqu'elle essaie de rivaliser avec Miranda. Dans le dernier épisode, l'agent de circulation réapparaît et Stevie l'embrasse pour éviter d'avoir une contravention.

#### Penny
Jouée par Patricia Hodge dans le rôle de la mère de Miranda, de la classe moyenne supérieure, une "dame qui déjeune", qui aime impressionner ses amis et ses collègues du W.I. Sa principale mission dans la vie est de trouver à Miranda un homme et un meilleur emploi. Elle est désespérée par la décision de Miranda de gérer une boutique de cadeaux et de blagues, et par sa tendance à rejeter les hommes convenables (ou du moins disponibles), essayant à de nombreuses reprises de caser Miranda avec son cousin. Bien qu'elle soit souvent embarrassée par sa fille, Penny présente de nombreux traits erratiques de Miranda et fait souvent équipe avec elle pour leur profit, par exemple lorsqu'elles se trouvent dans le cabinet du psychiatre. Bien qu'elle soit prête à humilier Miranda pour son propre profit (au point de brandir une pancarte offrant de payer quelqu'un pour qu'il épouse Miranda), les actions de Penny sont le fruit d'un amour et d'une préoccupation véritables, et dans les rares occasions où Miranda va bien, elle montre son amour en acclamant "Allez Miranda". La phrase d'accroche de Penny, "Such fun !", est généralement utilisée pour décrire une activité ou un événement où elle pense que Miranda pourrait trouver un mari. Un autre slogan de Penny, surtout dans la première série, est "Ce que j'appelle", qu'elle dit avant de nombreuses choses de la vie quotidienne avant que Miranda ne lui fasse remarquer que c'est simplement le mot qui convient, et pas seulement ce que Penny appelle (par exemple, "Je rencontre un ami pour une tasse de thé"). Dans le dernier épisode, Penny se présente à l'appartement de Miranda deux jours après sa rupture avec Gary, suggérant insensiblement qu'ils trouvent simplement un autre futur marié. Miranda perd finalement son sang-froid et dit à Penny de sortir, ce qui pousse Penny à aller boire un verre au club de tennis de son quartier. Elle se rend bientôt à l'appartement de Miranda et avoue en larmes que sa relation avec le père de Miranda est morte depuis un certain temps. Grâce à la nouvelle confiance de sa fille, Penny retrouve sa dignité et embrasse Miranda avec joie lorsqu'elle épouse Gary quelques jours plus tard.

#### Tilly
Jouée par Sally Phillips dans le rôle de - Une vieille amie d'école de Miranda et la fille de Belinda, l'amie jamais vue de Penny, qui s'intègre parfaitement dans leur parcours scolaire privé, montrant souvent plus de points communs avec Penny qu'avec Miranda. Tilly est une personne sociable et normalement assez égocentrique, bien qu'à l'occasion, elle s'implique pour ses amis et montre qu'elle est gentille et généreuse. Elle s'adressera souvent à Miranda par son surnom à l'école, "Queen Kong" (en raison de la stature et de la maladresse de Miranda), malgré le mécontentement de Miranda, mais ses critiques et ses tentatives d'aider Miranda sont généralement bien intentionnées. Le slogan de Tilly est "bear with", généralement dit lorsqu'elle interrompt une conversation pour lire un SMS. Bien qu'elle semble plus sûre d'elle et plus unie que Miranda, elle a ses propres problèmes sur le plan romantique, en particulier lorsque son fiancé, Rupert (joué par Adam James), fait des avances à Miranda dans son dos. Dans l'avant-dernier épisode, elle se fiance à son petit ami médecin militaire, "Dreamboat" Charlie (joué par Adrian Scarborough). Dans le dernier épisode, Miranda donne à Tilly des billets pour Wick afin qu'elle puisse se libérer de sa mère et s'enfuir avec Charlie.

### Personnages secondaires

#### Clive Evans
Jouée par James Holmes dans le rôle de Clive Evans (2009-2010, 2015) - Le camp, propriétaire vicieux du restaurant où travaille Gary. Il est généralement plus un obstacle qu'une aide lorsqu'il tente d'aider Miranda et Gary à se retrouver, révélant accidentellement, par exemple, que Gary a une femme secrète de Hong Kong nommée Tamara (jouée par Stacy Liu). Malgré ses railleries à l'égard de Miranda, il montre des traits de vouloir l'aider, comme lorsqu'il la pousse à dire à Gary ses vrais sentiments. Il est absent de la troisième série, ayant vendu le restaurant à Gary hors écran. Clive revient dans le dernier épisode et épouse le client habituel des épisodes précédents (joué par Dominic Coleman).

#### Michael Jackford
Joué par Bo Poraj dans le rôle du nouveau petit ami de Miranda qui travaille comme reporter à la télévision et qui aime Miranda pour de vrai. Michael fait sa dernière apparition dans l'avant-dernier épisode, lorsque Miranda refuse paisiblement sa demande en mariage pour accepter celle de Gary. Dans le dernier épisode, Penny mentionne que le personnage s'est envolé pour l'Afrique, d'où il était précédemment revenu pour une entreprise commerciale.

#### Rose
Naomi Bentley en Rose (2013)  dans le rôle de- la nouvelle petite amie de Gary. Lorsque Rose ne peut pas accepter son affection passée pour Miranda, Gary rompt avec elle. Elle est vue pour la dernière fois entrant dans le restaurant de Gary pour sa réouverture, mais lorsque Miranda avoue ses véritables sentiments pour Gary lors d'une dispute, Rose s'en va immédiatement.

#### Fanny
Katy Wix dans le rôle d'une autre amie mondaine de Miranda qui vient du pensionnat. Elle apparaît dans la première série aux côtés de Tilly, mais n'est ni mentionnée ni vue à partir de la deuxième série.

#### Chris et Alison
Joués par John Finnemore et Margaret Cabourn-Smith dans le rôle de Chris et Alison (2009-2010, 2013-2014) - Des amis de Gary et Miranda. En tant qu'étudiants à l'université, Chris et Alison acceptent de se marier s'ils sont encore célibataires à un certain âge, mais Chris emmène Alison à Paris et la demande en mariage. Au cours de la deuxième série, Alison tombe enceinte et ils décident que Gary et Miranda devraient être parrains, mais Miranda panique lorsqu'ils révèlent qu'elle sera également la partenaire d'Alison lors de l'accouchement. Dans la troisième série, Miranda, Gary et Rose font du baby-sitting pour eux. Ils font leur dernière apparition dans l'avant-dernier épisode ; leur mariage autrefois joyeux est maintenant tendu.

#### Dominic Coleman
Dominic Coleman (2009, 2013, 2015) en tant que "client" - Un homme gay qui entre dans le magasin à trois reprises, généralement dans l'intention d'acheter quelque chose pour sa nièce, mais qui est distrait par les questions de Stevie et Miranda et se fait enchaîner dans leurs singeries (par exemple, en suggérant à Miranda de mentir sur son homosexualité, puis en se faisant enchaîner pour assister à sa fête de sortie). Dans le dernier épisode, il est le partenaire de Clive, dont Miranda a raté le mariage. Bien qu'il ne soit jamais mentionné à l'écran, il est appelé "Jim" sur le site web de la BBC.

## Conception
Abigail Wilson, qui a travaillé pour les comédiens Dawn French et Jennifer Saunders, a suggéré à Miranda Hart de présenter un spectacle à la BBC après l'avoir vue jouer en 2003. Après une lecture de son scénario avec les dirigeants de Saunders et de la BBC, un pilote de télévision, basé sur son écriture semi-autobiographique, a été filmé au début de 2008, et la série a ensuite été développée en sitcom pour la radio; Le magasin de plaisanterie de Miranda Hart (Miranda Hart's Joke Shop) a été diffusé sur BBC Radio 2 en août et septembre 2008. Une série télévisée a été commandée en août 2008 et a commencé le tournage en juin 2009,. Des prises de vue en extérieur pour la première série ont été tournées à Hounslow, dans l'ouest de Londres.

Dans une interview avec la BBC's Writersroom, Miranda Hart a déclaré à propos de la base semi-autobiographique de la série:
Eh bien, j'ai développé ce personnage de stand-up, et c'est de là que tout a commencé. J'ai réalisé que je commençais à rire en étant une version de moi, et c'est ce qui s'est retrouvé dans la sitcom. Vous partez finalement de vous-même, mais je suis heureux de dire que j'ai dû exagérer pour un effet comique. Ce n'était pas entièrement autobiographique. Je ne suis pas si folle

## Saisons

### Saison 1 (2009)
Chaque épisode commence par un accueil au public et un segment «Précédemment dans ma vie…», et Miranda Hart dit qu'un magasin de farces et attrapes est le « bon endroit » comme décor après avoir été invité à envisager un bureau pour « normaliser » le personnage. Son amour pour les programmes comiques des années 1970, comme Some Mothers Do 'Ave' Em, est l'influence de Miranda. Les épisodes se terminent par une section de crédits "Vous avez regardé..." où chaque membre de la distribution dit au revoir, comme on le voit conclure les sitcoms de Jimmy Perry et David Croft tels que Dad's Army et Hi-de-Hi!. Cité dans le journal Times, Miranda Hart a déclaré : «Je dis que c'est ce que je fais et je n'ai pas peur de le faire. Certains de mes camarades de comédie ont un peu peur d'être une figure traditionnelle, comme si ce n'était pas cool. Eh bien, j'ai pensé que je vais l'adopter. "  Tout au long de chaque épisode, Miranda Hart brise le quatrième mur et s'adresse directement au public, une technique décrite comme « une simple décision créative [qui] fait chanter cette comédie contagieuse »; un autre critique a déclaré que "c'est difficile à réaliser, mais cela fonctionne bien".

### Saison 2
À la suite de la conclusion de la première saison, la BBC a commandé une deuxième saison pour BBC Two en 2010. À propos de cela, Miranda Hart a déclaré: «Je suis non seulement soulagée mais totalement dépassée par la réponse et ravie que les gens aient apprécié la série. Je suis très reconnaissante pour tout le soutien et à la BBC de m'avoir donné la chance de faire une autre série l'année prochaine. " . Le tournage a débuté pendant les premières semaines de l'été et la nouvelle série a commencé à être diffusée en novembre 2010,. La deuxième série comprend six épisodes et a vu le retour de la mère et des amis de Miranda, Stevie, Gary et Tilly.
Pour l'émission de la BBC, après la fin de chaque épisode, les téléspectateurs pouvaient appuyer sur le bouton rouge, ou aller en ligne, pour regarder Miranda Hart interviewer un invité qui l'avait inspirée lors de l'écriture de l'émission. L'ami de Hart, Clare Balding, a été le premier invité et ils ont discuté de la façon dont Balding a influencé le personnage de Tilly,. Frank Skinner a été interviewé pour le 2e épisode. Après la fin de l'épisode 5, qui est un double entre Miranda et Penny, la fonctionnalité du bouton rouge a vu Miranda Hart interviewer sa vraie mère. Fin 2010, Miranda Hart a annoncé qu'elle filmerait une édition spéciale de Miranda pour Comic Relief.Le croquis a vu Miranda faire équipe avec des danseurs de Pineapple Dance Studios.

### Saison 3 (2012-2013)
Miranda a été recommandé pour une troisième série par la commissaire de la BBC Comedy Cheryl Taylor en janvier 2011. Miranda Harta révélé que la troisième série ne serait peut-être pas prête avant 2012, mais qu'elle pourrait écrire un spécial de Noël. Le mois suivant, il a été annoncé que la troisième série de Miranda serait diffusée sur BBC One. En avril 2011, Miranda Hart a annoncé sur The Graham Norton Show qu'elle s'était fixée pour commencer à écrire la troisième série le mois suivant. Cependant, Miranda Hart a révélé en novembre qu'elle n'avait toujours pas commencé à écrire la série. Le même mois, il a été annoncé que Miranda Hart ne ferait pas de nouveau spécial de Noël, bien que l'épisode de Noël de 2010 soit répété sur BBC One.
Le 17 décembre 2011, Andrew Mickel de Digital Spy a rapporté que l'implication de Miranda Hart dans le drame de BBC One Call the Midwife avait retardé la troisième série de Miranda jusqu'à l'automne 2012. Le tournage de la troisième série s'est terminé début octobre 2012. Un mois plus tard, un journaliste de BBC News a révélé que Gary Barlow apparaîtrait dans un épisode de la troisième série en tant que lui-même. Ils ont déclaré qu'il « deviendrait amical de manière inattendue » avec Hart. La troisième saison a commencé à être diffusée à partir du 26 décembre 2012. Les scènes en extérieur du deuxième épisode de la troisième série ont été tournées à Church Street, Kingston upon Thames.

### Spéciales (2014–2015)
En raison du cliffhanger à la fin de la troisième série, on soupçonnait Miranda de revenir pour une quatrième série. Cependant, en juillet 2014, Miranda Hart a annoncé qu'il n'y avait pas de plans pour une quatrième série mais que  quelques spéciaux  seraient faits. Miranda Hart a annoncé plus tard que les deux spéciaux de Noël seraient la fin de la sitcom. Miranda Hart a déclaré que la fin "allait être vraiment émouvante", mais a ajouté qu'elle ne voulait pas que son personnage de sitcom "continue de tomber et de se ridiculiser".
Le premier spécial, intitulé "Je fais, mais à qui?" diffusé le 25 décembre 2014  et l'épisode final intitulé "The Final Curtain" a été diffusé le 1er janvier 2015.

### Futur
À la fin du dernier épisode, Miranda a déclaré au public / téléspectateurs : « Je ne sais pas quand et si je vous reverrai... ». En juin 2015, Miranda Miranda Hart a révélé qu'elle n'avait pas exclu un éventuel retour de Miranda.
Sarah Hadland a suggéré que la sitcom reviendrait. S'exprimant dans une interview avec The Telegraph, l'actrice - qui joue l'ami de Miranda Stevie dans l'émission - a confirmé que la comédie serait de retour « dans un format ». Cependant, elle ne serait pas attirée par des détails, disant simplement : « Je peux dire qu'il y aura quelque chose ».
La distribution principale de Miranda (à part Ellis et Holmes), réunie pour la Royal Variety Performance 2017, dont Miranda Hart était l'hôte. Ils sont apparus plusieurs fois au cours de la soirée en personnage.

### Spécial10eanniversaire
Pour marquer le 10e anniversaire du début de la série, les acteurs ont été enregistrés au London Palladium en 2019 pour célébrer et commémorer la série. Miranda Hart a annoncé la spéciale sur Twitter tout en soulignant que ce ne serait pas un nouvel épisode. L'émission de 70 minutes Miranda: My Such Fun Celebration a été diffusée sur BBC One le 1er janvier 2020,,

### Remake américain
En août 2018, il a été rapporté que la star de The Big Bang Theory, Jim Parsons, développait un remake américain pour Warner Bros Télévision. Miranda Hart serait impliquée dans le développement du remake en tant que productrice, mais il n'a pas été révélé si elle jouerait également un rôle. La série a été commandée par Fox le 19 septembre 2019 et intitulée Call Me Kat, dans laquelle Mayim Bialik jouerait également. Il a été créé le 3 janvier 2021.

## Réception
La première saison a été choisie comme l'une des 10 meilleures émissions de télévision à venir pour l'automne 2009 par le Sunday Times. Avant la diffusion du premier épisode, Dominic Maxwell dans un article du Times l'a décrit comme une sitcom « à l'ancienne » et a déclaré : « C'est très amusant, si vous y adhérez. Et si vous le faites, c'est à cause de Hart ». Le décrivant également comme « à l'ancienne », Vicky Frost pour The Guardian a déclaré à propos de la comédie physique burlesque : « Ce n'est pas intelligent - mais c'est drôle. Et cela, je pense, est au cœur du charme de Miranda ». Mark Wright pour The Stage a déclaré que Hodge donne une « performance brillante et brillante » et que « ce qui fait de Miranda quelque chose de spécial, c'est Miranda Hart elle-même, et le reste se gélifie autour d'elle ». La première série a débuté avec 2,63 millions de téléspectateurs (10% de part d'audience), passant à 3,14 millions de téléspectateurs (part de 12%) pour le quatrième épisode,.
La deuxième saison a débuté avec 3,19 millions de téléspectateurs, passant à 4,01 millions de téléspectateurs pour le troisième épisode,. Rachel Tarley du Métro a déclaré que Miranda est un goût acquis et qu'un épisode peut être un sac mélangé et "la sitcom de l'an". Cependant, Tarley a apprécié l'épisode festif de la série 2, en disant: « Miranda Hart s'en est sorti avec beaucoup des qualités les plus irritantes de son travail, avec l'aide des fantastiques Patricia Hodge et Sally Phillips. Ce soir a également été la première fois que nous avons vu le père de Miranda, joué par Tom Conti, qui a rempli la majeure partie du quota de chute de l'épisode, de sorte que Miranda est finalement restée assez verticale tout au long de l'épisode ». Elle a ajouté que Miranda Hart « est un grand observateur des dilemmes quotidiens » et que la meilleure chose est qu'elle a laissé la porte ouverte pour une troisième série. Dominic Cavendish du Daily Telegraph a appelé Miranda "la sitcom de l'année", tandis que Chris Harvey du même journal a dit « La vérité est que, à peu près chaque fois que Miranda se retourne et regarde la caméra, j'éclate de rire. Et même quand son slapstick est si évident, cela ne dérouterait pas un petit enfant [...] Je rigole encore. Même quand j'essaye de ne pas le faire. Même quand je ne veux vraiment, vraiment pas ». Pendant ce temps, Catherine Gee a déclaré que le spectacle était un flop et a énuméré six raisons pour lesquelles, qui comprenaient des blagues sans originalité, les côtés de Miranda Hart à la caméra et le spectacle conservant « les pires aspects des sitcoms d'antan ».
L'épisode d'ouverture de la troisième saison est devenu l'une des émissions les plus regardées au Royaume-Uni pendant la période de Noël, attirant une audience totale de plus de 11,5 millions de téléspectateurs. Pour The Telegraph, Michael Deacon compare le programme à un pantomime enfantin de Noël, ajoutant finalement : « Peut-être que je vieillis juste. Je suis sûr que j'aurais adoré ce spectacle quand j'avais six ans ». Keith Watson, écrivant pour Metro, déclare que la finale de la série trois est une « bonne fin pour une saison à la pointe de la technologie, Miranda ne manque jamais de remonter le moral d'une soirée, rappelant à beaucoup d'entre nous que nous ne sommes pas seuls dans les situations difficiles du quotidien. que nous pourrions nous retrouver dans - dans une certaine mesure, en tout cas ».
George Entwistle (en) a déclaré : « Miranda a été un énorme succès auprès du public sur BBC Two et je suis très heureux qu'elle nous laisse la persuader de passer à BBC One, où nous pensons que nous pouvons créer un public encore plus grand pour son émission maintes fois primée. BBC Two a fait un travail exceptionnel en soutenant et en nourrissant Miranda pendant un certain nombre d'années et je suis certain qu'elle sera également bien soignée à BBC One ».

## Distinctions
Recevant des critiques positives de la part des critiques de télévision, Miranda a remporté un prix de la Royal Television Society et plusieurs nominations aux BAFTA TV Awards,. La série a depuis été régulièrement répétée à la télévision britannique et est disponible aux États-Unis via Hulu.